# Saint-Coulitz
Saint-Coulitz (en bretó Sant-Kouled) és un municipi francès, situat a la regió de Bretanya, al departament de Finisterre. L'any 2006 tenia 424 habitants. El 1989 fou el primer municipi francès en escollir un alcalde d'origen africà, el togolès Kofi Yamgnane.

## Demografia
| 1962                                       | 1968 | 1975 | 1982 | 1990 | 1999 |
| ------------------------------------------ | ---- | ---- | ---- | ---- | ---- |
| 415                                        | 357  | 372  | 348  | 354  | 386  |
| Des de 1962: població sense dobles comptes |      |      |      |      |      |

## Administració
| Període | Identitat      | Partit |
| ------- | -------------- | ------ |
| 1989-   | Kofi Yamgnane  | PS     |
| 2001-   | Georges Salaün |        |